# 救命解藥
是2016年的一部美國和德國合拍的科幻心理恐怖驚悚片，由高爾·華賓斯基執導，賈斯汀·海德擔任編劇，並由丹恩·德翰、傑森·艾塞克和米亞·高斯主演。電影最先於2016年12月10日舉行首映，2017年2月17日由二十世紀福斯發布。電影收到褒貶不一的評價，其票房為2,660萬美元，對比4,000萬美元的生產預算，成為了票房炸弹。

## 劇情
在紐約市一家大型金融公司，一名名叫麥克·莫里斯的男人於加班工作期間心臟病發死了。一名富有抱負和理想的年輕主管洛克，接替了莫里斯的位置，並受公司董事會成員派遣到位於瑞士阿爾卑斯山深處的一家田園詩般神秘的「健康中心」，尋找並接回他們公司的行政總裁路蘭·彭布羅克。那是由路蘭寄出一封讓人不安的信引起的，跟他以往的風格變化甚大，他們需要在公司即將合併的文件上簽字。此外，一些合作夥伴希望彭布羅克回來作商業交易的犯罪進行調查。
當抵達當地，洛克看見那裡的人都很悠閑，就像過著世外桃園般的生活。他對接觸彭布羅克的事每每遇到阻力，特別是海因裡克·沃莫醫生，尤其在他試圖尋求與彭布羅克交談。然而在沃莫醫生打發他離開後，他在路上遇到車禍，使他的腿斷了，不得已需入住健康中心。在那裡，洛克遇見一名叫漢娜的神秘年輕女孩，她自由自在地在健康中心裡走動，她跟海因裡克·沃莫醫生一樣，每天服用鈷瓶中的神秘液體。洛克也認識到一名叫維多利亞·沃特金斯的女院友，她是附近城鎮的居民，她告訴洛克關於健康中心的故事......相傳200多年前，健康中心的原址是一座城堡，由一名男爵擁有，該男爵一直都希望擁有一個純正血統的繼承人，於是跟自己的親妹結婚。但當男爵得知妻子不育後，便在村民身上反複進行地獄般的實驗，以求治癒方法。他成功了，但當其他村民找到受難者的屍體之後，便聯合起來把城堡燒毀。男爵那懷孕的妻子被村民捉住，有傳村民在她被燒死前，從其子宮中取走嬰兒，雖然村民把那嬰兒丟到地下蓄水池，但仍能以某種方式倖存下來。
抱有懷疑的洛克於是進行調查，發現水療的輸液是令人毛骨悚然的醫學實驗。他們使用鰻魚通過蓄水池中對人類有毒物質的屬性，使生命能夠大大延長。醫生們在治療時把鰻魚從病人的身體過濾，從而製作成為沃莫醫生、漢娜及其他病人每天的攝入治療以達到「治癒」。沃莫醫生被洛克捉到，他其實就是200多年前的那個男爵，經過治療後倖存下來。沃莫醫生的真相被揭穿，他對洛克施行噩夢般的治療，他的思想像彭布羅克那樣被扭曲，漢娜看到他的改變，於是把他母親給他的芭蕾舞木偶送回他，使他從譫妄中清醒過來。
洛克寫信給僱主，指自己打算留在「健康中心」，但有一刻清醒的意識到自己的腿從未折斷過，於是把包紮撕破並尋找漢娜。在這個時候，漢娜發現自己的第一次月經週期，沃莫醫生為她精心準備舞會來慶祝。沃莫醫生把漢娜帶到一個秘密房間，並準備佔有她。
但他很快地發現到療養院所研發的具有神奇療效的藥水並不單純，使得藏有危險的可怕真相即將被揭露。

## 演員
- 丹恩·德翰飾演洛克哈特先生（Mr. Lockhart）
- 傑森·艾塞克飾演海因里克·沃莫（Heinreich Volmer）
- 米亞·高斯飾演漢娜（Hannah）
- 阿德里安·席勒（英语：Adrian Schiller）飾演副主任

## 發行
《救命解藥》最先於2016年12月10日在Butt-Numb-A-Thon上首映。
電影最初定於2016年9月23日在美國上映，後來發行日改至2017年2月17日。美國電影協會（MPAA）將本片評為「R級」。2016年10月19日，釋出首支電影預告。

## 反響

### 評價
《救命解藥》在影評人間的評價褒貶不一，影評人主要稱讚該片的視覺畫面、演出和野心，但也批評電影的劇情結構與過長的片長。爛番茄根據162條評論，新鮮度42%，平均得分5.3／10。Metacritic得分47，代表「好壞平均參雜的評價」。

### 票房
在美國和加拿大，《救命解藥》與同期上映的《長城》和《徒手大戰》共同競爭，估計於首週末能從兩千七百多間戲院中獲得600萬至800萬美元左右的票房。美國首週末票房總計僅420萬美元，位居當週票房排名第十，口碑不佳。

## 外部連結
- 官方网站
- 互联网电影数据库（IMDb）上《救命解藥》的资料（英文）
- 爛番茄上《救命解藥》的資料（英文）
- 时光网上《救命解藥》的資料（简体中文）